# شو تی‌وی
شبکه شو تی‌وی (به انگلیسی: Show TV) یکی از شبکه‌های خصوصی تلویزیونی در ترکیه است که در اول مارس سال ۱۹۹۱ با شعار «یک دنیای دیگر» در فرانسه آغاز به کار نمود و در اول مارس سال ۱۹۹۲ نیز پخش خود را از ترکیه آغاز کرد.
این شبکه تلویزیونی از شبکه‌های پیشگام تلویزیونی خصوصی در ترکیه است که مالکیت آن به کمپانی چوکوراوا تعلق دارد و از پربیننده‌ترین کانال‌های تلویزیونی در ترکیه است.
در سال ۲۰۱۳ کمپانی جینر کانال را خرید.
ابراهیم تاتلیسس، بیازیت اؤزترک، محمدعلی اربیل، محمدعلی بیراند، هولیا آوشار، صدا سایان، فاتح آلتایلی و اوغور دوندار از مشهورترین چهره‌های هنری و مطبوعاتی ترکیه چند صباحی در این شبکه به فعالیت پرداخته‌اند و همکاری برخی از آنان با این شبکه هنوز هم ادامه دارد.
محبوب‌ترین سریال در حال پخش شده شبکه cukur (چوکور) است.
برنامه معروف Guldur Guldur Show یکی از پرتماشاگرترین برنامه‌های تلویزیونی در ترکیه است که پخش آن به فصل دهم رسیده است. این برنامه آیتم های  نمایش کمدی کوتاه است که توسط چند بازیگر توانا و با استعداد ترکیه اجرا می‌شود.

## سریال‌های تلویزیونی
سریال‌های این شبکه نیز معمولاً جزء سریالهای پرطرفدار ترکیه قرار می‌گیرند. çukur (چوکور) -(گودال) معروفترین سریال این شبکه هم در ترکیه و هم در ایران است «حریم سلطان» و «اسمش را فریحا گذاشتم» و «ستاره شمالی_عشق اول» از مشهورترین سریال‌های گذشته این شبکه بود که به‌خصوص پخش سریال چوکور و حریم سلطان (که زندگی یکی از سلاطین عثمانی را به تصویر می‌کشد) جنجال‌های فراوانی را برانگیخته است.
سریال حریم سلطان در ابتدای سال ۲۰۱۲ به کانال Star Tv فروخته شد.
سریال مشهور آشیانه گرگ‌ها که در پخش از سال ۲۰۰۷ در این کانال تلویزیونی آغاز شده بود اکنون در شبکه ATV هم از پربیننده‌ترین سریال‌های ترکیه به‌شمار می‌رود.
اخیراً درام محبوب و پربینندهٔ عشق حرف حالیش نمیشه نیز از این شبکه پخش شد که بازخورد مثبتی داشت و محبوبیت فراوانی در بین مخاطبین این شبکه به دست آورد یکی دیگر از سریال های محبوب این کانال سریال رامو که پخش این سریال رکورد ریتینگ این شبکه را شکست و به بالا ترین ریتینگ دست یافت. شو تی وی در سال ۲۰۱۶ سریال به نام نفوذی پخش کرد که این سریال یکی از سریال‌های پرطرفدار ترکی است دیگر سریال‌های این شبکه عبارتند از سریال‌های دردسر ساز، تصادف و زمستان سخت.